# Diana Sznajder
Diana Maksimowna Sznajder (ros. Диана Максимовна Шнайдер; ur. 2 kwietnia 2004 w Moskwie) – rosyjska tenisistka, srebrna medalistka igrzysk olimpijskich z Paryża (2024) w grze podwójnej, mistrzyni juniorskich turniejów wielkoszlemowych w grze podwójnej.

## Kariera tenisowa
W karierze zwyciężyła w czterech singlowych i trzech deblowych turniejach rangi ITF.
W latach 2022–2023 studiowała na Uniwersytecie w Karolinie Północnej, aby mieć lepsze warunki do treningu. Po roku spędzonym na uczelni rozpoczęła regularne stary w zawodach WTA Tour. W 2023 roku zaliczyła awans w rankingu WTA aż o 122 pozycje, dzięki bardzo stabilnym występom i osiągnięciu pierwszego finału turnieju WTA 250 w Ningbo.
W 2024 roku wygrała cztery singlowe turnieje WTA, a w parze z Mirrą Andriejewą wywalczyły srebrny medal w grze podwójnej podczas igrzysk olimpijskich w Paryżu jako reprezentantki drużyny indywidualnych sportowców neutralnych. W meczu finałowym przegrały z Sarą Errani i Jasmine Paolini 6:2, 1:6, 7–10.
W 2025 roku występując regularnie w parze z Mirrą Andriejewą wygrały turniej w Miami oraz doszły do półfinałów Australian Open i French Open. Włoska para Errani–Paolini w 2025 roku była zmorą dla Rosjanek, gdyż zatrzymała je w półfinałach Qatar Ladies Open 2025, Internazionali d’Italia w Rzymie oraz wspomnianego wcześniej French Open. Indywidualnie Jasmine Paolini zatrzymała Sznajder w ćwierćfinale w Rzymie. W pierwszej połowie sezonu występ w stolicy Włoch był jej najlepszym singlowym osiągnięciem, gdyż w żadnym innym turnieju nie była w stanie wygrać więcej niż dwóch meczów. Współpracowała krótko z Dinarą Safiną, ale po serii niezadowalających występów ich drogi rozeszły się.

## Życie prywatne
W tenisa zaczęła grać w wieku 4 lat. Pochodzi ze sportowej rodziny, gdyż jej ojciec był bokserem o niemieckich korzeniach. Jego przodkowie to Niemcy nadwołżańscy, czyli osadnicy, którzy przybyli do Rosji jeszcze w XVIII wieku na zaproszenie Katarzyny Wielkiej.

## Historia występów wielkoszlemowych
Legenda
     W, wygrany turniej
     F, przegrana w finale
     SF, przegrana w półfinale
     QF, przegrana w ćwierćfinale
     xR, przegrana w x rundzie
     Qx, przegrana w x rundzie kwalifikacji
     A, brak startu
     NH, turniej nie odbył się

### Występy w grze pojedynczej
| Australian Open        | A    | A   | 2R | 1R | 3R | 0 / 3 | 3 – 3  |  |  |  |  |  |  |  |  |  |  |  |  |  |  |  |  |  |  |  |  |
| French Open            | A    | A   | 2R | 1R | 2R | 0 / 3 | 2 – 3  |  |  |  |  |  |  |  |  |  |  |  |  |  |  |  |  |  |  |  |  |
| Wimbledon              | A    | A   | Q2 | 3R | 2R | 0 / 2 | 3 – 2  |  |  |  |  |  |  |  |  |  |  |  |  |  |  |  |  |  |  |  |  |
| US Open                | A    | A   | Q2 | 4R |    | 0 / 1 | 3 – 1  |  |  |  |  |  |  |  |  |  |  |  |  |  |  |  |  |  |  |  |  |
|                        |      |     |    |    |    |       |        |  |  |  |  |  |  |  |  |  |  |  |  |  |  |  |  |  |  |  |  |
| Ranking na koniec roku | 1065 | 182 | 60 | 13 |    | 0 / 9 | 11 – 9 |  |  |  |  |  |  |  |  |  |  |  |  |  |  |  |  |  |  |  |  |

### Występy w grze podwójnej
| Australian Open        | A    | A   | A   | 3R | SF | 0 / 2 | 6 – 2  |  |  |  |  |  |  |  |  |  |  |  |  |  |  |  |  |  |  |  |  |
| French Open            | A    | A   | A   | QF | SF | 0 / 2 | 7 – 2  |  |  |  |  |  |  |  |  |  |  |  |  |  |  |  |  |  |  |  |  |
| Wimbledon              | A    | A   | A   | 2R | 3R | 0 / 2 | 3 – 2  |  |  |  |  |  |  |  |  |  |  |  |  |  |  |  |  |  |  |  |  |
| US Open                | A    | A   | A   | 1R |    | 0 / 1 | 0 – 1  |  |  |  |  |  |  |  |  |  |  |  |  |  |  |  |  |  |  |  |  |
|                        |      |     |     |    |    |       |        |  |  |  |  |  |  |  |  |  |  |  |  |  |  |  |  |  |  |  |  |
| Ranking na koniec roku | 1672 | 288 | 206 | 50 |    | 0 / 7 | 16 – 7 |  |  |  |  |  |  |  |  |  |  |  |  |  |  |  |  |  |  |  |  |

### Występy w grze mieszanej
Diana Sznajder nigdy nie startowała w rozgrywkach gry mieszanej podczas turniejów wielkoszlemowych.

## Finały turniejów WTA
| Legenda                   | Legenda |
| ------------------------- | ------- |
| Wielki Szlem              |         |
| Igrzyska olimpijskie      |         |
| WTA Tour Championships    |         |
| od 2021                   |         |
| WTA 1000 (obowiązkowe)    |         |
| WTA 1000 (nieobowiązkowe) |         |
| WTA 500                   |         |
| WTA 250                   |         |
| WTA 125                   |         |

### Gra pojedyncza 5 (4–1)
| Końcowy wynik | Nr | Data             | Turniej                  | Nawierzchnia | Przeciwniczka        | Wynik finału  |
| ------------- | -- | ---------------- | ------------------------ | ------------ | -------------------- | ------------- |
| Finalistka    | 1. | 30 września 2023 | Ningbo                   | Twarda       | Uns Dżabir           | 2:6, 1:6      |
| Zwyciężczyni  | 1. | 4 lutego 2024    | Hua Hin                  | Twarda       | Zhu Lin              | 6:3, 2:6, 6:1 |
| Zwyciężczyni  | 2. | 29 czerwca 2024  | Bad Homburg vor der Höhe | Trawiasta    | Donna Vekić          | 6:3, 2:6, 6:3 |
| Zwyciężczyni  | 3. | 21 lipca 2024    | Budapeszt                | Ceglana      | Alaksandra Sasnowicz | 6:4, 6:4      |
| Zwyciężczyni  | 4. | 3 listopada 2024 | Hongkong                 | Twarda       | Katie Boulter        | 6:1, 6:2      |

### Gra podwójna 4 (2–2)
| Końcowy wynik | Nr  | Data            | Turniej  | Nawierzchnia | Partnerka        | Przeciwniczki               | Wynik finału      |
| ------------- | --- | --------------- | -------- | ------------ | ---------------- | --------------------------- | ----------------- |
| Finalistka    | 1.  | 4 sierpnia 2024 | Paryż    | Ceglana      | Mirra Andriejewa | Sara Errani Jasmine Paolini | 6:2, 1:6, 7–10    |
| Zwyciężczyni  | 1.  | 4 stycznia 2025 | Brisbane | Twarda       | Mirra Andriejewa | Priscilla Hon Anna Kalinska | 7:6(6), 7:5       |
| Zwyciężczyni  | 2.  | 30 marca 2025   | Miami    | Twarda       | Mirra Andriejewa | Cristina Bucșa Miyu Katō    | 6:3, 6:7(5), 10–2 |
| Finalistka    | 13. | 15 czerwca 2025 | Londyn   | Trawiasta    | Anna Danilina    | Asia Muhammad Demi Schuurs  | 5:7, 7:6(3), 4–10 |

## Finały turniejów WTA 125

### Gra pojedyncza 1 (2–1)
| Końcowy wynik | Nr | Data              | Turniej    | Nawierzchnia | Przeciwniczka          | Wynik finału  |
| ------------- | -- | ----------------- | ---------- | ------------ | ---------------------- | ------------- |
| Zwyciężczyni  | 1. | 27 listopada 2022 | Montevideo | Ceglana      | Léolia Jeanjean        | 6:4, 6:4      |
| Finalistka    | 1. | 16 marca 2024     | Charleston | Twarda       | Elisabetta Cocciaretto | 3:6, 2:6      |
| Zwyciężczyni  | 2. | 19 maja 2024      | Paryż      | Ceglana      | Emma Navarro           | 6:2, 3:6, 6:4 |

### Gra podwójna 1 (1–0)
| Końcowy wynik | Nr | Data            | Turniej             | Nawierzchnia | Partnerka         | Przeciwniczki                  | Wynik finału |
| ------------- | -- | --------------- | ------------------- | ------------ | ----------------- | ------------------------------ | ------------ |
| Zwyciężczyni  | 1. | 10 czerwca 2023 | La Bisbal d’Empordà | Ceglana      | Caroline Dolehide | Aliona Bolsova Rebeka Masarova | 7:6(5), 6:3  |

## Finały turniejów ITF
| turnieje z pulą nagród 100 000 $ (W100) |
| turnieje z pulą nagród 80 000 $ (W80)   |
| turnieje z pulą nagród 60 000 $ (W75)   |
| turnieje z pulą nagród 40 000 $ (W50)   |
| turnieje z pulą nagród 25 000 $ (W35)   |
| turnieje z pulą nagród 15 000 $ (W15)   |

### Gra pojedyncza 5 (4–1)
| Rezultat     |    | Data       | Turniej   | ($)    | Naw.    | Przeciwniczka         | Wynik         |
| Zwyciężczyni | 1. | 14/11/2021 | Antalya   | 15 000 | Ceglana | Pia Lovrič            | 6:3, 6:2      |
| Zwyciężczyni | 2. | 17/04/2022 | Oeiras    | 25 000 | Ceglana | Martina Di Giuseppe   | 6:4, 6:2      |
| Zwyciężczyni | 3. | 24/04/2022 | Szymkent  | 15 000 | Ceglana | Jekatierina Makłakowa | 6:2, 7:5      |
| Zwyciężczyni | 4. | 01/05/2022 | Stambuł   | 60 000 | Ceglana | Nikola Bartůňková     | 7:5, 7:5      |
| Finalistka   | 1. | 16/10/2022 | Las Vegas | 60 000 | Twarda  | Yuan Yue              | 6:4, 3:6, 1:6 |

### Gra podwójna 4 (3–1)
| Rezultat     |    | Data       | Turniej    | ($)    | Naw.    | Partnerka           | Przeciwniczki                   | Wynik    |
| Zwyciężczyni | 1. | 20/11/2021 | Antalya    | 15 000 | Ceglana | Anastasija Sobolewa | Tamara Čurović Amarissa Tóth    | 6:2, 6:0 |
| Zwyciężczyni | 2. | 19/03/2022 | Antalya    | 25 000 | Ceglana | Amarissa Tóth       | Amina Anszba Marija Timofiejewa | 6:4, 6:2 |
| Zwyciężczyni | 3. | 07/08/2022 | Hechingen  | 60 000 | Ceglana | Irina Chromaczowa   | Tamara Čurović Chiara Scholl    | 6:2, 6:3 |
| Finalistka   | 1. | 13/08/2022 | Maspalomas | 60 000 | Ceglana | Elina Awanesian     | Ángela Fita Boluda Arantxa Rus  | 4:6, 4:6 |

## Występy w igrzyskach olimpijskich

### Gra pojedyncza
| Runda                                                                                                  | Przeciwniczka                  | Wynik    |
| --- | ------------------------------ | -------- |
| |                                |          |
| Letnie Igrzyska Olimpijskie w Paryżu 2024, reprezentując państwo Indywidualni sportowcy neutralni [15] |                                |          |
| I runda                                                                                                | Włochy: Elisabetta Cocciaretto | 6:2, 7:5 |
| II runda                                                                                               | Chiny: Wang Xiyu               | 3:6, 1:6 |

### Gra podwójna
| Runda                                                                                             | Partnerka        | Przeciwniczki                                       | Wynik          |
| ------------------------------------------------------------------------------------------------- | ---------------- | --------------------------------------------------- | -------------- |
|                                                                                                   |                  |                                                     |                |
| Letnie Igrzyska Olimpijskie w Paryżu 2024, reprezentując państwo Indywidualni sportowcy neutralni |                  |                                                     |                |
| I runda                                                                                           | Mirra Andriejewa | Australia: Olivia Gadecki / Ajla Tomljanović [PR]   | 6:2, 2:6, 10–6 |
| II runda                                                                                          | Mirra Andriejewa | Kanada: Gabriela Dabrowski / Leylah Fernandez [5]   | 6:4, 6:0       |
| Ćwierćfinał                                                                                       | Mirra Andriejewa | Czechy: Barbora Krejčíková / Kateřina Siniaková [2] | 6:1, 7:5       |
| Półfinał                                                                                          | Mirra Andriejewa | Hiszpania: Cristina Bucșa / Sara Sorribes Tormo [8] | 6:1, 6:2       |
| O złoty medal                                                                                     | Mirra Andriejewa | Włochy: Sara Errani / Jasmine Paolini [3]           | 6:2, 1:6, 7–10 |

## Finały juniorskich turniejów wielkoszlemowych

### Gra podwójna (4)
| Końcowy wynik | Rok  | Turniej         | Nawierzchnia | Partnerka          | Przeciwniczki                    | Wynik finału |
| Finalistka    | 2020 | French Open     | Ceglana      | Marija Bondarienko | Eleonora Alvisi Lisa Pigato      | 6:7(3), 4:6  |
| Zwyciężczyni  | 2021 | Wimbledon       | Trawiasta    | Kryscina Dzmitruk  | Sofia Costoulas Laura Hietaranta | 6:1, 6:2     |
| Zwyciężczyni  | 2022 | Australian Open | Twarda       | Clervie Ngounoue   | Kayla Cross Victoria Mboko       | 6:4, 6:3     |
| Zwyciężczyni  | 2022 | US Open         | Twarda       | Lucie Havlíčková   | Carolina Kuhl Ella Seidel        | 6:3, 6:2     |